# Beat 'Em Up (álbum)
Beat 'Em Up es el decimotercer álbum de estudio del músico estadounidense Iggy Pop, publicado el 18 de junio de 2001 por Virgin Records. Luego de Avenue B (1999), un disco atmosférico y oscuro, el músico decidió retornar con Beat 'Em Up a un rock más directo, similar al de sus primeros trabajos discográficos con la banda The Stooges.

## Recepción
Para Mark Deming del portal AllMusic, en Beat 'Em Up Iggy Pop «ofreció su álbum más agotador desde American Caesar de 1993», y de acuerdo con Barry Walters de Rolling Stone, se trata del disco «más ruidoso, más adolescente y francamente malsano desde que los Stooges implosionaron casi treinta años atrás».
La reseña de Pitchfork fue menos entusiasta, al afirmar: «Las melodías, los riffs, todo es material de banda de bar de tercera categoría. Sin embargo, el carácter cascarrabias de Iggy es lo que realmente desanima en Beat 'Em Up». En Metacritic tiene una calificación de 58 sobre 100, basada en doce reseñas.

## Lista de canciones
- Todas compuestas por Iggy Pop, excepto donde se indique.

1. «Mask» (Iggy Pop, Lloyd "Mooseman" Roberts, Alex Kirst, Whitey Kirst) - 2:53
2. «L.O.S.T.» - 3:24
3. «Howl» - 5:05
4. «Football» - 3:52
5. «Savior» - 4:37
6. «Beat 'Em Up» - 4:26
7. «Talking Snake» - 4:28
8. «Jerk» - 3:44
9. «Death is Certain» - 4:38
10. «Go for the Throat» (Pop, Mooseman, Kirst, Kirst) - 3:56
11. «Weasels» - 2:59
12. «Drink New Blood» - 4:33
13. «It's All Shit» - 4:57
14. «Ugliness» - 5:37
15. «V.I.P.» (Pop, Mooseman, Kirst, Kirst) - 7:01

## Créditos
- Iggy Pop - voz
- Whitey Kirst - guitarra
- Pete Marshall - guitarra
- Alex Kirst - batería
- Lloyd "Mooseman" Roberts - bajo

## Listas de éxitos
| Lista (2001)                  | Máxima posición |
| ----------------------------- | --------------- |
| Alemania (Offizielle Top 100) | 70              |